# Mjölkskinn
Mjölkskinn (Scytinostroma galactinum) är en svampart som först beskrevs av Elias Fries, och fick sitt nu gällande namn av Donk 1956. Mjölkskinn ingår i släktet Scytinostroma och familjen Lachnocladiaceae. Arten är reproducerande i Sverige. Inga underarter finns listade i Catalogue of Life.